# جاك تورنر (مصور حربي)
جاك تورنر هو مصور كندي، ولد في 24 سبتمبر 1889 في O'Leary, Prince Edward Island ‏ في كندا، وتوفي بنفس المكان في 6 أكتوبر 1989.